# Canton de Mauges-sur-Loire
Le canton de Mauges-sur-Loire, précédemment appelé canton de La Pommeraye, est une circonscription électorale française du département de Maine-et-Loire créée par le décret du 26 février 2014 et entrée en vigueur lors des élections départementales française de 2015.

## Histoire
Un nouveau découpage territorial de Maine-et-Loire entre en vigueur à l'occasion des élections départementales de 2015. Il est défini par le décret du 26 février 2014, en application des lois du 17 mai 2013 (loi organique 2013-402 et loi 2013-403). Les conseillers départementaux sont, à compter de ces élections, élus au scrutin majoritaire binominal mixte. Les électeurs de chaque canton élisent au Conseil départemental, nouvelle appellation du Conseil général, deux membres de sexe différent, qui se présentent en binôme de candidats. Les conseillers départementaux sont élus pour 6 ans au scrutin binominal majoritaire à deux tours, l'accès au second tour nécessitant 12,5 % des inscrits au 1er tour. En outre la totalité des conseillers départementaux est renouvelée. Ce nouveau mode de scrutin nécessite un redécoupage des cantons dont le nombre est divisé par deux avec arrondi à l'unité impaire supérieure si ce nombre n'est pas entier impair, assorti de conditions de seuils minimaux. En Maine-et-Loire, le nombre de cantons passe ainsi de 41 à 21.
Le canton de La Pommeraye est formé de communes des anciens cantons de Saint-Florent-le-Vieil (11 communes) et de Champtoceaux (9 communes). Il est entièrement inclus dans l'arrondissement de Cholet. Le bureau centralisateur est situé à La Pommeraye.
À la suite du décret du 5 mars 2020, le canton prend le nom de son bureau centralisateur, Mauges-sur-Loire.

## Représentation
| Période élective | Période élective | Mandat | Mandat   | Identité     | Nuance | Nuance | Qualité                                                                    |
| ---------------- | ---------------- | ------ | -------- | ------------ | ------ | ------ | -------------------------------------------------------------------------- |
| 2015             | 2021             | 2015   | en cours | Aline Bray   |        | DVD    | Cadre en entreprise Conseillère municipale de Champtoceaux                 |
| 2015             | 2021             | 2015   | en cours | Gilles Piton |        | DVD    | Cadre retraité de l’expertise comptable Maire du Mesnil-en-Vallée (2014- ) |
| 2021             | 2028             | 2021   | en cours | Aline Bray   |        | DVD    | Conseillère sortante, maire d'Orée-d'Anjou                                 |
| 2021             | 2028             | 2021   | en cours | Gilles Piton |        | DVD    | Conseiller sortant, adjoint au maire de Mauges-sur-Loire                   |

### Résultats détaillés

#### Élections de mars 2015
À l'issue du 1er tour des élections départementales de 2015, deux binômes sont en ballottage : Aline Bray et Gilles Piton (DVD, 29,83 %) et Brigitte BOUCHEREAU et Jacky Bourget (Union de la Droite, 23,31 %). Le taux de participation est de 53,65 % (13 447 votants sur 25 066 inscrits) contre 49,68 % au niveau départemental et 50,17 % au niveau national.
Au second tour, Aline Bray et Gilles Piton (DVD) sont élus avec 66,47 % des suffrages exprimés et un taux de participation de 48,18 % (6 793 voix pour 12 076 votants et 25 065 inscrits).

#### Élections de juin 2021
Le premier tour des élections départementales de 2021 est marqué par un très faible taux de participation (33,26 % au niveau national). Dans le canton de Mauges-sur-Loire, ce taux de participation est de 27,43 % (7 243 votants sur 26 404 inscrits) contre 29,36 % au niveau départemental. À l'issue de ce premier tour, deux binômes sont en ballottage : Aline Bray et Gilles Piton (DVD, 65,13 %) et Gwenolène Bricard - Le Clech et Gérard Laurent (Union à gauche avec des écologistes, 34,87 %).
Le second tour des élections est marqué une nouvelle fois par une abstention massive équivalente au premier tour. Les taux de participation sont de 34,36 % au niveau national, 30,37 % dans le département et 28,75 % dans le canton de Mauges-sur-Loire. Aline Bray et Gilles Piton (DVD) sont élus avec 66,3 % des suffrages exprimés (4 578 voix pour 7 594 votants et 26 410 inscrits),,.

## Composition
Lors du redécoupage de 2014, le canton de La Pommeraye comprend vingt communes entières.
À la suite de la création au 15 décembre 2015 des communes nouvelles de Mauges-sur-Loire et Orée d'Anjou, le nombre de communes entières du canton descend à deux.
| Nom                                      | Code Insee | Intercommunalité     | Superficie (km2) | Population (dernière pop. légale) | Densité (hab./km2) | Modifier                                    |
| ---------------------------------------- | ---------- | -------------------- | ---------------- | --------------------------------- | ------------------ | ------------------------------------------- |
| Mauges-sur-Loire (bureau centralisateur) | 49244      | CA Mauges Communauté | 191,87           | 18 514 (2022)                     | 96                 | modifier les données · modifier les données |
| Orée d'Anjou                             | 49126      | CA Mauges Communauté | 156,34           | 16 975 (2022)                     | 109                | modifier les données · modifier les données |
| Canton de Mauges-sur-Loire               | 4916       |                      | 348,21           | 35 489 (2022)                     | 102                | modifier les données                        |

## Démographie
En 2022, le canton comptait 35 489 habitants, en évolution de +2,3 % par rapport à 2016 (Maine-et-Loire : +2,12 %, France hors Mayotte : +2,11 %).
| 2013   | 2018   | 2022   |
| ------ | ------ | ------ |
| 34 275 | 34 372 | 35 489 |